# Hugh Algernon Weddell

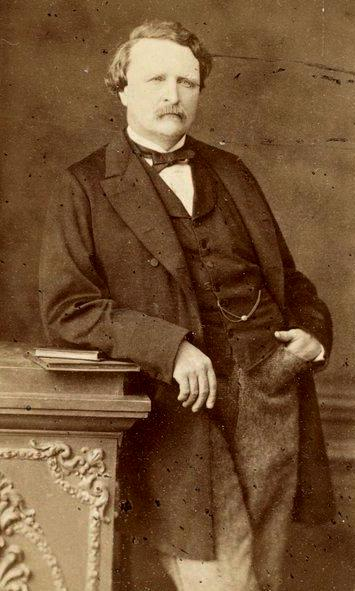
Porträt von Hugh Algernon Weddell

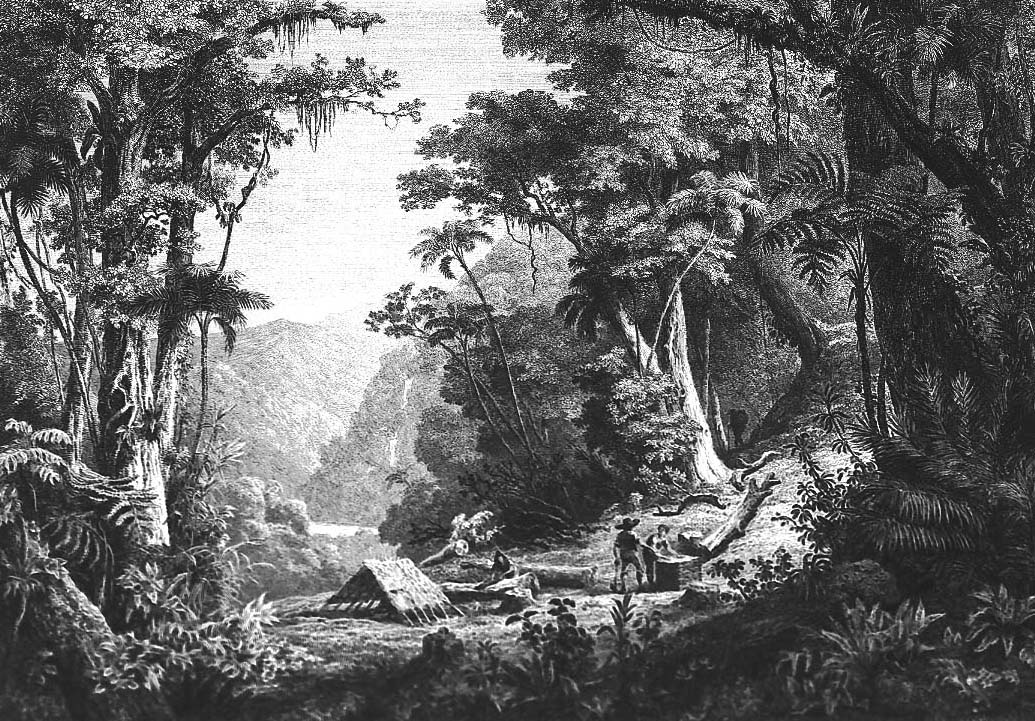
„Vallée de San Juan del Oro“, Illustration von J. Denis aus dem Werk Histoire Naturelle des quinquinas, ou monographie du genre Cinchona (1849) von Hugh Algernon Weddell

Hugh Algernon Weddell (* 22. Juni 1819 in Birches House bei Painswick; † 22. Juli 1877 in Poitiers, Frankreich) war ein britischer Arzt und Botaniker, der sich auf die Erforschung der südamerikanischen Flora spezialisierte. Sein botanisches Autorenkürzel lautet „Wedd.“  

## Leben und Wirken
Weddell wurde in Birches House in der Nähe von Gloucester geboren und wuchs in Frankreich auf. Er absolvierte ein Medizinstudium am Lycée Henri IV und am Hôpital Cochin, wo er 1841 seinen Abschluss machte. Daneben studierte er Botanik und begleitete Adrien Henri Laurent de Jussieu (1797–1853) auf zahlreiche botanische Expeditionen. 1845 wird er genannt neben Ernest Saint-Charles Cosson (1819–1889) und Jacques Nicolas Ernest Germain de Saint-Pierre (1815–1882) als Co-Autor des Standardwerkes Flore des environs de Paris. 1843 begleitete er François Louis Nompar de Caumont de La Force nach Südamerika, wo er bis 1847 die Flora erforschte und botanische Proben sammelte.
Im Mai 1845 verließ Weddell Castelnaus Expedition, die sich zu dem Zeitpunkt in Paraguay aufhielt und reiste alleine nach Peru und Bolivien weiter. Im Auftrag des Muséum national d’histoire naturelle  betrieb er intensive Studien über die Chinarindenbäume (Chinchona). Die Chinarinde, aus der Chinin gewonnen wird, war von großer wirtschaftlicher Bedeutung für die Europäer. Weddell entdeckte eine Reihe von Regionen, in denen die Bäume wuchsen und identifizierte nicht weniger als fünfzehn verschiedene Arten der Gattung Cinchona (Rubiaceae). Die Samen, die er nach Paris zurücksandte, keimten im Botanischen Garten Jardin des Plantes und die Pflanzen wurden verwendet, um Chinarinde-Wälder in Java und anderswo in Ostindien aufzubauen.
1847 heiratete er Manuela Bolognesi. Als er im März 1848 nach Paris zurückkehrte, ließ er seine Frau in Südamerika zurück. Weddell erhielt einen Assistenzposten als Naturforscher am Muséum national d’histoire naturelle, den er bis 1853 innehielt. 1851 unternahm er eine zweite Reise nach Südamerika. 1872 wurde er korrespondierendes Mitglied der Académie des sciences. Weddell starb im Juli 1877 in Poitiers während der Pflege seines Vaters.

## Dedikationsnamen
Mehrere Tier- und Pflanzenarten sind nach Weddell benannt, darunter der Weddellsittich (Aratinga weddellii), Aristolochia weddellii, Anadoras weddellii, Lophophytum weddellii, Ranunculus weddellii und Solanum weddellii. Nach ihm benannt sind auch die Pflanzengattungen Algernonia Baill. aus der Familie der Wolfsmilchgewächse (Euphorbiaceae), Weddellina Tul. aus der Familie der Podostemaceae und die Pilzgattung Weddellomyces D.Hawksw.

## Werke (Auswahl)
- Introduction à une flore analytique et descriptive des environs de Paris, suivie d'un catalogue raisonné des plantes vasculaires de cette région. Paris 1842 doi:10.5962/bhl.title.57888
- Histoire naturelle des Quinquinas, ou monographie du genre Cinchona (1849) – Monographie über die Chinarindenbäume
- Additions à la flore de l’Amérique du Sud (1850) – Beschreibung der ersten Südamerikareise
- Voyage dans la nord de la Bolivie (1853) – Beschreibung der zweiten Südamerikareise
- Chloris andina: essai d’une flore de la région alpine des Cordillères de l’Amérique du Sud (2 Bände) (1855–1861) – es umfasst den sechsten Teil von Francis de La Porte de Castelnaus Expédition dans les parties centrales de l’Amérique du Sud (1850–1859). doi:10.5962/bhl.title.217
- Monographie de la famille des urticées. (1856–1857)
- Naturgeschichte der Chinabäume, nebst einer Beschreibung des Genus Cascarilla und einiger anderer, verwandter Pflanzen, 1865
- Übersicht der Cinchonen. Deutsch bearb. von Dr. F. A. Flückiger, 1871, doi:10.3931/e-rara-28925